# Équipe cycliste Search2retain-Health.com.au
L'équipe cycliste Search2retain-Health.com.au est une équipe cycliste australienne participant aux circuits continentaux de cyclisme et en particulier l'UCI Oceania Tour. L'équipe fait partie des équipes continentales en 2015, puis s'arrête à la fin de la saison.

## Histoire de l'équipe
L'équipe obtient le statut d'équipe continentale en 2015, mais ne repart pas en 2016.

## Classements UCI
L'équipe participe aux circuits continentaux et principalement à des épreuves de l'UCI Oceania Tour. Les tableaux ci-dessous présentent les classements de l'équipe sur les différents circuits, ainsi que son meilleur coureur au classement individuel.
UCI Oceania Tour
| Saison | Classement par équipes | Meilleur coureur au classement individuel |
| ------ | ---------------------- | ----------------------------------------- |

## Search2retain-Health.com.au en 2015

### Effectif
| Cycliste          | Date de naissance | Nationalité      | Équipe 2014 |  |
| ----------------- | ----------------- | ---------------- | ----------- |  |
| Cameron Bayly     | 11 octobre 1990   | Australie        |             |  |
| Alistair Donohoe  | 3 mars 1995       | Australie        |             |  |
| Logan Griffin     | 19 mai 1995       | Nouvelle-Zélande |             |  |
| Oliver Kent-Spark | 24 décembre 1992  | Australie        |             |  |
| Alder Martz       | 9 novembre 1990   | États-Unis       |             |  |
| Michael Rice      | 25 janvier 1996   | Australie        |             |  |
| Stuart Shaw       | 19 novembre 1977  | Australie        |             |  |
| Stuart Smith      | 26 février 1991   | Australie        |             |  |